# Finnerödja distrikt
Finnerödja distrikt är ett distrikt i Laxå kommun och Örebro län. Distriktet ligger omkring Finnerödja i nordöstra Västergötland och gränsar till Närke och Värmland. 

## Tidigare administrativ tillhörighet
Distriktet inrättades 2016 och utgör en del av området som Laxå köping utgjorde till 1971, delen som före 1967 utgjorde Finnerödja socken.
Området motsvarar den omfattning Finnerödja församling hade vid årsskiftet 1999/2000.

## Tätorter och småorter
I Finnerödja distrikt finns en tätort men inga småorter.

### Tätorter
- Finnerödja